# Ceraeochrysa conformis
Ceraeochrysa conformis är en insektsart som först beskrevs av Jules Pièrre Rambur 1842.  Ceraeochrysa conformis ingår i släktet Ceraeochrysa och familjen guldögonsländor. Inga underarter finns listade i Catalogue of Life.